# Palmeira das Missões
Palmeira das Missões is een gemeente in de Braziliaanse deelstaat Rio Grande do Sul. De gemeente telt 34.225 inwoners (schatting 2009).

## Aangrenzende gemeenten
De gemeente grenst aan Boa Vista das Missões, Chapada, Condor, Coronel Bicaco, Dois Irmãos das Missões, Novo Barreiro, Santa Bárbara do Sul, Santo Augusto, São José das Missões en São Pedro das Missões.

## Verkeer en vervoer
De plaats ligt aan de wegen BR-158, BR-468, RS-330, RS-514 en RS-569.